# Colin Clark (calciatore)
Colin Clark (Fort Collins, 11 aprile 1984 – 26 agosto 2019) è stato un calciatore statunitense, di ruolo centrocampista.
È morto nell'estate del 2019, a soli 35 anni, per un infarto.

## Carriera

### Club
Ha sempre giocato nel campionato statunitense.

### Nazionale
Ha esordito in nazionale nel 2009.